# Bømlafjordtunnel
Der Bømlafjordtunnel (norwegisch Bømlafjordtunnelen) ist ein Unterwassertunnel unter dem Bømlafjord, der die Festland-Gemeinde Sveio mit der Insel Føyno und ab dort über Brücken die Inseln Stord und Bømlo im Fylke Vestland verbindet. Er ist Teil der Straßenverbindung Trekantsambandet (deutsch „Dreiecksverbindung“), die innerhalb der Europastraße 39 verläuft.
Mit einer Länge von 7888 Metern ist das Bauwerk Norwegens zweitlängster Unterwassertunnel nach dem Ryfylketunnel. Die größte Steigung bzw. das größte Gefälle betragen 8,5 %. Der tiefste Punkt liegt 262,5 Meter unter der Meeresoberfläche. Das ist der tiefste Punkt im gesamten Netz der Europastraßen und der dritttiefste in Norwegen nach dem Ryfylketunnel und dem Eiksundtunnel.
Der am 30. April 2000 eröffnete Tunnel ersetzt die Fährverbindung Skjersholmane–Valevåg. Durch den Straßentunnel verkehren durchschnittlich rund 4000 Fahrzeuge am Tag.
Der Tunnel soll zukünftig durch eine andere Verbindung ersetzt werden. Mit seiner Steigung von 8,5 % ist er nach EU-Richtlinien zu steil, was außerdem zu einer deutlichen Erhöhung der Brandgefahr führt. Es kam bereits mehrfach zu Fahrzeugbränden im Tunnel. Zusätzlich soll die E 39 zwischen Stavanger und Bergen als Autobahn mit zwei Fahrspuren pro Richtung realisiert werden. Ein neuer Tunnel würde sehr lang werden, um die EU-Richtlinien zu erfüllen. Deshalb wird der Tunnel vermutlich durch eine Brücke ersetzt, was keine Steigungen erfordert, aber nicht gegen extremes Wetter schützt. Deswegen wird auch der Bau eines Unterwassertunnels als sogenannte Rohrbrücke, also als Brücke direkt unter der Wasseroberfläche verlaufend, überlegt. Ein Tunnel dieser Art wurde jedoch noch nie gebaut.